# Edward Shils
Edward Shils (ur. 1 lipca 1910, zm. 23 stycznia 1995) – amerykański socjolog. Pisał na temat społecznej roli intelektualistów, o polityce oraz teorii społeczeństwa. Był profesorem uniwersytetu w Chicago. Założył i wydawał kwartalnik "Minerva", poświęcony naukoznawstwu. Shils jest autorem pracy Tradition.